# Burrenhof
Der Burrenhof ist ein zur Gemeinde Erkenbrechtsweiler im Landkreis Esslingen in Baden-Württemberg gehörender Wohnplatz.

## Geographie
Der Burrenhof liegt rund drei Kilometer südlich des Ortszentrums auf etwa 715 m ü. NHN in exponierter Lage in der Nähe des Albtraufs direkt an der Grenze zum Landkreis Reutlingen.

## Geschichte
Der Bauernhof wurde 1838 erbaut. Der Name bezieht sich auf zahlreiche keltische Grabhügel (Burren = Hügel) in der unmittelbaren Umgebung. Die Geschichte des Anwesens ist von zahlreichen Besitzerwechseln geprägt. 1963 kaufte der ehemalige Fußball-Nationalspieler Erwin Waldner mit seiner Frau den Bauernhof. 1968 brach er das Anwesen ab, vom alten Gehöft blieb nur das Backhaus erhalten. Der Neubau eines Landgasthauses folgte. 2009 wurde der Gasthof von seinem Sohn, Erwin Waldner junior, übernommen.

## Verkehr
Mit Erkenbrechtsweiler verbunden ist der Burrenhof über die Kreisstraße K 1262. Die K 6759/K 6760 im Landkreis Reutlingen von Hülben nach Grabenstetten führt am Burrenhof vorbei.